# I liga polska w piłce siatkowej mężczyzn (1971/1972)
I liga polska w piłce siatkowej mężczyzn 1971/1972 – 36. edycja rozgrywek o mistrzostwo Polski w piłce siatkowej mężczyzn.

## Drużyny uczestniczące
| | I liga 1971/1972 |   |
| --- | ---------------- | - |
| RZE | Resovia          | 1 |
| LEG | Legia Warszawa   | 2 |
| OLS | AZS Olsztyn      | 3 |
| WAR | AZS-AWF Warszawa | 4 |
| KRA | Hutnik Kraków    | 5 |
| MIL | Płomień Milowice | 6 |
| | Awans z II ligi  |   |
| WAR | Skra Warszawa    |   |
| WRO | Gwardia Wrocław  |   |
| Oznaczenia: - kolumna pierwsza – skróty nazw drużyn wpisane na mapie (jeśli ta została zamieszczona), - kolumna trzecia – miejsce zajęte przez daną drużynę w poprzednim sezonie. |                  |   |

## Klasyfikacja końcowa
| Miejsce | Drużyna          |
| ------- | ---------------- |
| 1.      | Resovia          |
| 2.      | AZS Olsztyn      |
| 3.      | AZS-AWF Warszawa |
| 4.      | Skra Warszawa    |
| 5.      | Legia Warszawa   |
| 6.      | Hutnik Kraków    |
| 7.      | Płomień Milowice |
| 8.      | Gwardia Wrocław  |

     spadek do II ligi